# Tóthárpád Ferenc
Tóthárpád Ferenc, Tóth Árpád Ferenc (Szombathely, 1958. február 17. –) magyar költő, író, szerkesztő.

## Tanulmányai
Középiskoláit Szombathelyen végezte. Gépészként 1976-ban, textilesként 1989-ben érettségizett. Majd gépjármű villamossági műszerész (1978), szövőipari technikus (1990) lett. Első diplomáját a Berzsenyi Dániel Főiskolán mint művelődésszervező-andragógus szerezte (2000), a Pécsi Tudományegyetemen művelődési és felnőttképzési menedzserként diplomázott (2002 – summa cum laude kitüntetéssel). Tanulmányait a Pécsi Tudományegyetem Egészségtudományi karán gyermek- és ifjúságvédelmi tanácsadóként folytatta (2008). Egyéb képesítései mellett felsőfokú közigazgatási versenyvizsgát tett (2010).

## Irodalmi tevékenysége, művei
Írásainak jellemzőit Bakó Endre két szóval foglalta össze: "Műgond és a modernség". 
Az 1980-as évek közepétől ír rendszeresen. A klasszikus formák kedvelője. Nagy hangsúlyt fektet arra, hogy a határon túli magyar gyerekekhez (és felnőttekhez) eljusson a kortárs irodalom. Versei, prózái megtalálhatók az Óperencia Magazinban (USA, Colorado), az Amerikai Magyar Naplóban és a Panorámában (Új-Zéland), a Kispajtásban és a Fürkészben, a Cinkenapsiban (Erdély), az Irkában (Kárpátalja), a Jó Pajtásban és a Mézeskalácsban (Szerbia); idehaza a Tappancsban és a Nők Lapjában, a Breki Magazinban, a Mini Manóban, a Rejtvényiskolában, a Dörmögő Dömötörben olvashatják a gyerekek. Felnőtteknek szánt írásaiból a régiós kiadványok mellett a Duna-part, a Magyar Múzsa, a Hitel, a Partium, a Búvópatak és az Előretolt Helyőrség, Palócföld, valamint a Magyar Műhely is közölt. 
2001 novemberében meghívták Prágába, ahol hat nemzet gyermekirodalommal foglalkozó írói, költői folytattak szakmai munkát. Több irodalmi pályázat díjazottja.
Nem sorolja magát az újságírók közé, csak „egy ember, aki újságot is ír”, de 2003-tól a Kőszeg és Vidéke munkatársa, majd főmunkatársa – 2006 szeptemberétől – egy éven át. Ezt követően 2007 októberétől a Kőszegi Hírmondó alapító főszerkesztője a lap megszűnéséig (2008. ápr.), ekkor a Kőszeg és Vidéke felelős szerkesztői munkáival bízták meg. Lapkészítő tevékenységét 2015 decemberéig vállalta, de továbbra is a havilap munkatársa maradt. Alkalmi újságok – Vadóc, Hétfőiek Lapja, iSi-reader – létrehozója, szerkesztője.
Kötetei, szerkesztői munkái között találhatunk irodalmi, kultúraelméleti és helytörténeti kiadványokat is. Színdarabot is ír. Vadalma című darabját 2016-ban műsorára tűzte a Soproni Petőfi Színház és 2017-ben a Kőszegi Várszínház. Műveit verséneklők, kórusok, magyar nóta énekesek egyaránt felhasználják, írásaival számos festmény, művészeti alkotás is készült.

## Családja
Édesapja Tóth Ferenc (1931–2010), édesanyja Csüri Ilona (1938–1998). Felesége Gréczy Marianna Judit (1960). 1980-ban kötött házasságot. Gyermekei Adrienn (1983) és Balázs (1986). Testvére Tóth-Soma László / Gaura Krisna Dásza.

## Egyéb művészeti tevékenysége
Az 1980-as évek elején festményeivel részt vett néhány önálló és gyűjteményes kiállításon. Író-olvasó találkozókon – alkalmanként – gitárral kíséri megzenésített verseit. Zenéi, versei CD-ken, DVD-ken is szerepelnek: (Concordia-Barátság Énekegyüttes, Kovács Nóri, Katáng, Csalogató együttes, Rózsabors Műhely).

## Díjai, elismerései
- 2025: Magyar Arany Érdemkereszt - több mint négy évtizedes irodalmi munkásságáért
- 2024: Vas Vármegyei Prima Díj - magyar irodalom kategória
- 2024: A Magyar Kultúra Lovagja
- 2020: Kuntár Lajos Sajtó-díj
- 2019: Az Előretolt Helyőrség, a Magyar PEN Club és a Petőfi Irodalmi Múzeum Babits-verspályázatának közlése: Postalapok Szekszárdra
- 2017: Pro Communitate (Tornay Endre András plakettjével)
- 2015: Őszikék 21. század – Irodalmi pályázat díja (Návay Sándor bronz plakettje)
- 2013: Vas Megye Önkormányzata Szolgálatáért „Kulturális Tagozata” elismerés
- 2006: Mécs László Irodalmi Díj
- 2002: Kitüntetéses oklevél – Pécsi Tudományegyetem
- 1989: Magyar Népköztársaság Minisztertanácsának kitüntető jelvénye

## Kötetek, kiadványok, szerkesztett művek, antológiák

### Önálló kötetek, kiadványok, szerkesztői munkák
- 43.	 Francia flört, versek, Szülőföld Könyvkiadó, Szombathely, 2025. (Kortárs képzőművészek illusztrációival.)
- 42. 	 Kíl, a kajla kispajtás, mese, Szülőföld Kiadó, Szombathely, 2024
- 41. 	 Színre visszük a nyarat - A Kőszegi Várszínház négy évtizede. Jurisics-vár Művelődési Központ és Várszínház, Kőszeg, 2022.
- 40. 	Fordul az ég, versek, Szülőföld Könyvkiadó, második, bővített kiadás, Szombathely, 2022 (illusztrálta Kőszegi Judit)
- 39. 	Álomba ringató, gyermekversek (2. változatlan kiadás),Trixi könyvek, Budapest, 2021 (Illusztrálta Kállai Nagy Krisztina)
- 38. 	A kultúra kőszegi (felleg)vára – Egy kisváros művelődéstörténetéből . Jurisics-vár Művelődési Központ és Várszínház, Kőszeg, 2019
- 37. 	Vadalma – dráma hét képben. Szülőföld Kiadó, Szombathely, 2019
- 36. 	Flórián katonái – A Kőszegi Önkéntes Tűzoltó Egyesület 150 éves története / 1868 - 2018, Kőszeg Város Önkéntes Tűzoltó Egyesülete, Kőszeg, 2018
- 35. 	A végtelen fragmentuma, versek, Szülőföld Kiadó, Szombathely, 2018 (Illusztrálta s. Horváth Ildikó)
- 34. 	Dőzsöl az égen a Hold, „Családi versek és versdalok”. Melléklet: CD a Rózsabors Műhely versdalaival. Szülőföld Kiadó, Szombathely, 2017 (Illusztrálta T. Takács Tibor)
- 33. 	Itt-Hon, Versek Vas megyéből (szerk.), Szülőföld Kiadó, Szombathely, 2017 (Illusztrálta Kamper Lajos)
- 32. 	 Kíl, a kajla kiscsikó, mese, Szülőföld Kiadó, Szombathely, 2017
- 31.	Mi lehet – Kitalálós könyv, versek, Trixi könyvek, Budapest, 2016 (Illusztrálta Kállai Nagy Krisztina)
- 30.	Mikromesék sorozat (Kőszeg/ magánkiadás) – I. Az élet kútja (2015); II. Jurisics vére (2015); III. A kincset rejtő Óház (2015)
- 29.	Fordul az ég, versek, Szülőföld Könyvkiadó, Szombathely, 2013 (illusztrálta Kőszegi Judit)
- 28.	Kőszeg 1532, verses mese, Jurisics-vár Művelődési Központ és Várszínház, Kőszeg, 2013
- 27.	Szüretelnek Tücsökfalván, verses mese, Trixi könyvek, Budapest, 2013 (Illusztrálta Őszi Zoltán)
- 26.	Nyílj, Meseország! Versek, Trixi könyvek, Szilágyi Lajos, Budapest, 2013 (Illusztrálta Kelemen Czakó Rita)
- 25.	Színre visszük a nyarat – A Kőszegi Várszínház első harminc éve, Jurisics-vár Művelődési Központ és Várszínház, Kőszeg, 2012
- 24.	Olimpia Tücsökfalván, versek. Trixi könyvek, Budapest, 2012 (Illusztrálta Őszi Zoltán)
- 23.	Bim-bam-busz, versek, mondókák, Unicus Műhely, Budapest, 2011 (Diós Gabriella rajzaival)
- 22.	Cserkész 5. , DVD, Környezetismereti oktatófilm, ReflektorFilm, 2011
- 21.	A Mikulás Tücsökfalván, verses mese, Trixi könyvek, Budapest, 2011 (Illusztrálta Őszi Zoltán)
- 20.	Húsvéthétfő Tücsökfalván, verses mese, Trixi könyvek, Budapest, 2011 (Illusztrálta Őszi Zoltán)
- 19.	Éltető mesék, Corvin Kiadó, Déva, 2010 (Illusztrálta: Szabó Erzsébet)
- 18.	Tücsök Prücsök tüzet ugrik, verses mese, Trixi könyvek, Budapest, 2010 (Illusztrálta Őszi Zoltán)
- 17.	Tücsök Prücsök, a csónakos, verses mese, Trixi könyvek, Budapest, 2010 (Illusztrálta Őszi Zoltán)
- 16.	Óarany ének, gyermekversek, Városkapu Kiadó, Kőszeg, 2009 (Illusztrálta Varga Nárcisz)
- 15.	Álomba ringató, gyermekversek, Trixi könyvek, Budapest, 2009 (Illusztrálta Kállai Nagy Krisztina)
- 14.	Szivárványból vánkost, gyermekversek latin betűkkel és rovásírással, Budapest, 2008 (Illusztrálta Varga Nárcisz)
- 13.	Hajszálrepedések, versek, Unicus Műhely, Budapest, 2007 (Illusztrálta Pállay-kovács Szilvia)
- 12.	Történelmi és Művészeti Antológia plusz / TÉMA (szerk.: Tóthárpád Ferenc, a borítón Tornay Endre András bronzplakettje) Városkapu Kiadó, Kőszeg, 2007
- 11.	Párversek – Vas megyei költők antológiája (előszó és szerk.: Tóthárpád Ferenc, 1-től 100-ig számozott pld.) Városkapu Kiadó, Kőszeg, 2005 (Borító: Kamper Lajos művének felhasználásával Kamper Zsolt munkája)
- 10.	Csillagigéző, gyermekversek Sarkady Sándor utószavával, Kairosz, Budapest, 2005. (Illusztrálta Pápai Éva – Bolognai Nemzetközi Illusztrációs Kiállítás, 2006)
- 9.	Kútkávára magot teszek, versek és mondókák madarakról, Kairosz, Budapest, 2005. (Illusztrálta Pápai Éva – Bolognai Nemzetközi Illusztrációs Kiállítás, 2006)
- 8.	Szentjánosbogár – „Szemelvények” Lovassy Andor életéből, (szerk.) Kőszeg, 2004 (Borítóterv: Gy. Lovassy Klára)
- 7.	Madárszárnyon, gyermekversek madarakról, Bíró Family, Budapest, 2003 (Illusztrálta Pápai Éva)
- 6.	A Kőszegi Kaszinó 170 éve – Adalékok a Kőszegi Kaszinó(k) történetéhez (1832–2003), Kőszegi Várszínházért Alapítvány, Kőszeg, 2003 (Borítóterv Trifusz Péter)
- 5.	Versus, versek és novella, Györgypál Katalin előszavával, Uránusz, Budapest, 2001 (Borítóterv Trifusz Péter)
- 4.	Pilletánc, gyermekversek, Bába és Társai, Szeged, 1997, 2006 (Illusztrálta Markovics Ágota)
- 3.	Történelmi és művészeti antológia – TÉMA III. Megjelent a magyar királyság ezeréves évfordulója alkalmából. Kőszegi Várszínházért Alapítvány, Kőszeg, 2000
- 2.	Történelmi és művészeti antológia – TÉMA II. (szerk.) Megjelent az 1848–49-es forradalom és szabadságharc 150. évfordulója alkalmából. Kőszegi Várszínházért Alapítvány, Kőszeg, 1998
- 1.	Történelmi és művészeti antológia – TÉMA I. (szerk.) Megjelent a honfoglalás 1100. évfordulója alkalmából. Kőszegi Várszínházért Alapítvány, Kőszeg, 1996

### Főbb antológiák
- 34 	 Megrostált betűk, Magyar Múzsa versaantológia – szerk: Lovas, Dániel. Madár János, Turbók Attila. MÚK, 2024.
- 33 	 Neked mondom! 3. oszt. Magyar nyelvtan tankönyv, Oktatási Hivatal, 2021/22
- 32 	 Környezetismeret 3. oszt. – Oktatási Hivatal, 2021/22.
- 31. 	 Kőszeg tollal és ecsettel – Németh János képeivel szerkesztette Gy. Lovassy Klára és Giczy József. Szülőföld Kiadó, 2022
- 30. 	 100 x szép Vas megye – Vas Megye Önkormányzata, 2022
- 29. 	 Kőszeg értékei, 2020 (A Kőszegi Várszínház) – Kőszeg Város Önkormányzata, 2022
- 28. 	 Felhők között a csillagok – Utolsó Olvasóért Társaság, 2022
- 27. 	 Akik tollat fogtak – A Répce-vidék költőinek antológiája, Savaria University Press, 2020
- 26.	 Mesevonat 2. – Corvin Kiadó, Déva, 2020
- 25.	 Lassan ballagok - Bánfalvi József munkái, magyar nótái és dalai. Magyarnótaszerzők és Énekesek Dél-magyarországi Közhasznú Egyesülete, 2019
- 23.	Vándor a dallam, OMLIT, 2015
- 22.	Édesanyámnak, Graph-Art, 2014
- 21.	A képzelet világa, Apáczai Kiadó, 2013
- 20.	Magyarok vagyunk Európában, Corvin Kiadó, 2013
- 19.	Peti és barátai, Szent István Társulat, 2013
- 18.	Medvecukor, Novum, 2013
- 17.	Sokunk karácsonya, Napkút Kiadó, 2011
- 16.	Jó kis hely az óvoda, Trixi Könyvek, 2010
- 15.	Farsang az óvodában, Trixi Könyvek, 2010.
- 14.	Soproni füzetek (szerk.: Sarkady Sándor), 2000-től évente
- 13.	Verses húsvéti színező, Trixi Könyvek, 2011
- 12.	Tarkabarka húsvét – Húsvéti kifestőkönyv, Corvin Kiadó, 2011
- 11.	Óvodai ünnepek, TKK, 2008
- 10.	Évnyitótól évzáróig, TKK, 2008
- 9.	Álommanók jönnek, TKK, 2008
- 8.	Útnak indult Télapó, Corvin Kiadó, 2009
- 7.	Csillog-villog karácsony, TKK, 2009
- 6.	Télidő, Trixi Könyvek, 2010
- 5.	A tél ajándéka, TTK, 2010
- 4.	Süssünk, süssünk valamit... , Trixi Könyvek, 2010
- 3.	Négy évszak, TKK, 2003
- 2.	Karácsony fényében, Uránusz, 2003
- 1.	Idézetgyűjtemény, TKK, 1999